# Julie (film 1959)
Julie (Julie la rousse) è un film francese del 1959, diretto da Claude Boissol.

## Trama
Édouard Lavigne, un pittore agli inizi della sua carriera, è innamorato di Julienne Lefevbre, detta Julie, e vorrebbe sposarla, ma suo padre, titolare di una fabbrica di chiodi, si oppone al matrimonio e lo induce a lasciare la ragazza. Per non perdere l'eredità, Édouard si dedica all'industria paterna, si sposa e ha un figlio che chiama Jean. Da grande, Jean decide di portare avanti il lavoro del padre e del nonno. Édouard, ormai divenuto anziano, morendo lascia Julie erede dei suoi beni.
Jean si mette alla ricerca di Julie ma apprende che è morta; al suo posto conosce un'altra Julie, che lavora in un circo e sarebbe la figlia della donna amata da suo padre. Jean le propone una transazione, ma la ragazza rifiuta. Allora Jean si finge innamorato e le propone di sposarla, ma la sera delle nozze si crea una animata discussione tra i due: da una lettera che Jean ha inviato alla madre, Julie ha scoperto che il matrimonio è avvenuto solo per interesse. In realtà lei non è la figlia, ma la nipote della donna defunta, e ha acconsentito al matrimonio solo per dispetto. Julie vorrebbe divorziare, ma Jean non glielo concede, così si ingegna in tutti i modi per dare fastidio al marito intromettendosi nei suoi affari e rischiando di mandare a rotoli la fabbrica. Dopo aver rovinato una festa disturbando gli invitati di Jean con gli amici del suo circo, i due decidono di andarsene ognuno per conto proprio, ma un incidente costringe le due macchine a fermarsi contemporaneamente. Jean e Julie si incontrano di nuovo e, comprendendo di non poter fare a meno l'uno dell'altra, si riconciliano.

## Produzione
Julie la rousse è una canzone che in Francia ebbe molto successo nel 1956. Autore era René-Louis Lafforgue, musicista che la esegue anche in questo film. La trama del film tuttavia non ha nulla a che fare con il testo della canzone, che servì solo da pretesto al regista Claude Boissol per scrivere un soggetto ed elaborare successivamente una sceneggiatura, in collaborazione con Paul Andréota. In una parte minore debutta in questo film Irina Demick.